# Bacopa punctata
Bacopa punctata là một loài thực vật có hoa trong họ Mã đề. Loài này được Engl. mô tả khoa học đầu tiên năm 1897.